# Digital Subscriber System No. 1
Digital Subscriber Signalling System No. 1 (DSS1) ist ein Signalisierungsprotokoll für den D-Kanal des ISDN. Es ist auch bekannt als Euro-ISDN oder E-DSS1.
DSS1 wurde vom CEPT, heute Europäisches Institut für Telekommunikationsnormen (ETSI) mit Unterstützung der Europäischen Gemeinschaft entwickelt, um frühere nationale Standards (wie FTZ 1 TR 6 in Deutschland) zu ersetzen und dadurch Marktbarrieren durch unterschiedliche Standards in den Mitgliedstaaten der Europäischen Gemeinschaft abzubauen. Im Jahr 1989 wurde von 26 Netzbetreibern aus 20 europäischen Staaten beschlossen, dieses Protokoll einzusetzen.
Das Protokoll ist einer der Faktoren, die für den Erfolg des ISDN in Europa und insbesondere in Deutschland verantwortlich sind. Auch außerhalb Europas – ausgenommen Nordamerika und Japan – ist das Protokoll im Einsatz.
Unterschiede zum ehemaligen nationalen Protokoll FTZ 1 TR 6 sind unter anderem, dass die Endgeräte bei Basisanschlüssen über eine MSN (Multiple Subscriber Number) angesprochen werden und nicht über eine Rufnummer mit angehängter Endgeräteauswahlziffer (EAZ).

## Schichtenmodell
Das DSS1 hat ein Bezugsmodell mit drei Schichten. Die Schichten sind gemäß OSI-Modell gegliedert. Zur Ablaufsteuerung zwischen den Schichten werden Dienstelemente verwendet.

### Bitübertragungsschicht
Die Bitübertragungsschicht ist die unterste Schicht (Schicht 1) des D-Kanals und wird gemeinsam mit den B-Kanälen genutzt. Hier erfolgt die Multiplexbildung und die Übertragung der Daten auf Bitebene. Schicht 1 verfügt über Funktionen zur Anzeige von Defekten. Auswahl von Dienstelementen, die Schicht 1 der Schicht 2 zur Verfügung stellt:
| Dienstelement            | Abkürzung | Bedeutung                                               |
| ------------------------ | --------- | ------------------------------------------------------- |
| Ph-activate-request      | Ph-AR     | Schicht 1 aktivieren                                    |
| Ph-data-indication (dat) | Ph-DAI    | Nachrichtenaustausch                                    |
| Ph-rds-on-indication     | Ph-RDSI   | Bestätigung: UK0-Schnittstelle aktiviert                |
| Ph-loop-2-request        | Ph-L2R    | Schicht 1 aktivieren und Prüfschleife 2 im NT schließen |

### Sicherungsschicht
Die Sicherungsschicht ist die Schicht 2 des D-Kanals und dient der gesicherten Übertragung der Schicht-3-Protokolldatenelemente. Hierzu wird innerhalb der Schicht 2 das Sicherungsprotokoll LAPD verwendet.
Auswahl von Dienstelementen, die Schicht 2 der Schicht 3 zur Verfügung stellt:
| Dienstelement                           | Abkürzung | Bedeutung                                             |
| --------------------------------------- | --------- | ----------------------------------------------------- |
| Receive Ready                           | RR        | Anzeige der Empfangsbereitschaft, Empfangsbestätigung |
| Receive Not Ready                       | RNR       | keine Empfangsbereitschaft                            |
| Reject                                  | REJ       | Wiederholungsaufforderung                             |
| Set Asynchronous Balanced Mode Extended | SABME     | Aufforderung zum Schicht-2-Verbindungsaufbau          |
| Disconnect                              | DISC      | Aufforderung zum Beenden der Schicht-2-Verbindung     |

Schicht-2-Verbindungen werden mittels Service Access Point Identifier (SAPI) und Terminal Endpoint Identifier (TEI) adressiert.

### Vermittlungsschicht
Die Vermittlungsschicht (Schicht 3) stellt Dienste, die für Teilnehmeranschlüsse (z. B. Basisanschlüsse) erforderlich sind, bereit. Auch die Steuerung von Leistungsmerkmalen erfolgt mit Schicht-3-Funktionen.
Auswahl von Dienstelementen der Schicht 3:
| Dienstelement       | Bedeutung                                                              |
| ------------------- | ---------------------------------------------------------------------- |
| ALERTING            | Der Zielteilnehmer wird gerufen.                                       |
| CONNECT             | Der gerufene Teilnehmer hat die Verbindung angenommen.                 |
| CONNECT ACKNOWLEDGE | Bestätigung von CONNECT.                                               |
| SETUP               | Einleitung eines Verbindungsaufbaus.                                   |
| HOLD                | Leistungsmerkmal „Halten“ wird angefordert.                            |
| RETRIEVE            | Rücknahme von „Halten“ wird angefordert.                               |
| INFO / FACILITY     | Übertragung von Zusatzinformationen vor oder während einer Verbindung. |
| DISCONNECT          | Aufforderung zum Verbindungsabbau.                                     |